# هیروکی آزوما (بازیکن فوتبال)
هیروکی آزوما (ژاپنی: 東 博樹؛ زادهٔ ۱۰ ژوئیهٔ ۱۹۶۶) یک بازیکن فوتبال اهل ژاپن است.
از باشگاه‌هایی که در آن بازی کرده‌است می‌توان به باشگاه فوتبال گامبا اوساکا، باشگاه فوتبال یوکوهاما فلگلز و باشگاه فوتبال ویسل کوبه اشاره کرد.